# Álvaro Pereira
Álvaro Daniel Pereira Barragán (* 28. listopadu 1985, Montevideo, Uruguay) je bývalý uruguayský fotbalový obránce. Účastník Mistrovství světa 2010 v Jihoafrické republice a Mistrovství světa 2014 v Brazílii.

## Klubová kariéra
S Portem vyhrál celou řadu trofejí včetně triumfu v Evropské lize 2010/11.

## Reprezentační kariéra
V A-týmu Uruguaye debutoval 19. listopadu 2008 proti Francii.
Zúčastnil se Mistrovství světa 2010 v Jihoafrické republice, kde tým Uruguaye obsadil konečné čtvrté místo.
Na turnaji Copa América 2011 získal zlatou medaili po finálové výhře 3:0 nad Paraguayí.
Trenér Óscar Tabárez jej vzal na Mistrovství světa 2014 v Brazílii.